# (2757) Crisser
(2757) Crisser es un asteroide que forma parte del cinturón de asteroides y fue descubierto por Sergio Barros el 11 de noviembre de 1977 desde la estación de Cerro El Roble, Chile.

## Designación y nombre
Crisser se designó inicialmente como 1977 VN.
Más tarde fue nombrado con la primera sílaba del nombre del descubridor, Sergio, y el de su esposa, Cristina.

## Características orbitales
Crisser está situado a una distancia media del Sol de 3,167 ua, pudiendo acercarse hasta 2,534 ua y alejarse hasta 3,801 ua. Su excentricidad es 0,2 y la inclinación orbital 0,6802°. Emplea 2059 días en completar una órbita alrededor del Sol.